# Ioustik (village)
Ĵüs Tıt
Ioustik (en russe : Юстик), ou Ĵüs Tıt (en altaï méridional : Јӱс Тыт), est un village du raïon d'Oust-Koksa de la république de l'Altaï, en Russie sibérienne. Il fait partie de l'établissement rural d'Amour (république de l'Altaï), et sa population s'élevait à 292 habitants au recensement de 2021.

## Géographie
Le village de Ioustik se situe dans la république de l'Altaï, une république de Sibérie méridionale, en Russie, qui fait partie du district fédéral sibérien. Le village fait partie du raïon d'Oust-Koksa, le raïon de la république le plus au sud-ouest, avec Oust-Koksa comme centre administratif.
Il fait partie de l'établissement rural d'Amour (république de l'Altaï), une municipalité, avec le village d'Amour comme chef-lieu,.
Ioustik, comme toute la république de l'Altaï, est située dans le fuseau horaire MSK+4 (heure de Krasnoïarsk). Le décalage horaire appliqué par rapport au temps universel coordonné est +07:00.

## Démographie
Recensements (*) et estimations de la population,,,
:
| 2002* | 2010* | 2012 | 2013 |
| ----- | ----- | ---- | ---- |
| 342   | 311   | 306  | 299  |

| 2014 | 2015 | 2016 | 2021* |
| ---- | ---- | ---- | ----- |
| 300  | 298  | 300  | 292   |

Concernant les ethnies, en 2002, sur les 342 habitants, il y avait 67 % de Russes,,,
.